# موسیقی ما
موسیقی ما یک وبگاه خبری تحلیلی موسیقی فارسی‌زبان در ایران است.
موسیقی ما، اوّلین وبگاه رسمی حوزه موسیقی در ایران و تنها سایت رسمی و دارای مجوز در این حوزه است. شروع به کار این سایت مصادف با نهمین جشن خانه موسیقی در ۲۵ مهر ۱۳۸۷ بود. این سایت به پوشش اتفاقات و اخبار موسیقی در ایران می‌پردازد و به انتشار گفتگو، گزارش، نقد آلبوم‌های موجود در بازار و جداول فروش آلبوم‌های ایران، اقدام می‌کند. هم‌اکنون مهدی عزیزی مدیر مسئول آن است.
این وبگاه در سومین، چهارمین، پنجمین و ششمین دوره‌های جشنواره وب ایران به عنوان بهترین وب‌سایت موسیقی برگزیده شد.
موسیقی ما از سال ۱۳۹۲ هرساله جشنی با حضور چهره‌های سرشناس موسیقی در شاخه‌های مختلف برگزار و برگزیدگان بخش‌های مختلف موسیقی از سنتی تا پاپ و کلاسیک معرفی و به آن‌ها جوایزی اعطا می‌کند.

## جشنواره موسیقی ما
وبسایت موسیقی ما زیر نظر وزارت فرهنگ و ارشاد اسلامی از سال ۱۳۹۲ تاکنون هر سال در تهران جشنی را برگزار می‌کندکه در هر سال فعالیت‌های مربوط به موسیقی رسمی و مجاز کشور، «موسیقی معاصر، اصیل و سنتی ایرانی»، «موسیقی تلفیقی و تجربی»، «موسیقی پاپ»، «موسیقی نواحی و مقامی»، «موسیقی مدرن، ملل و کلاسیک»، «موسیقی پاپ-راک»، را در یکسال گذشته در دو بخش کارشناسی و مردمی مورد بررسی قرار می‌دهد و برترین‌ها را معرفی و به آن‌ها «تندیس طلایی» اهدا می‌کند. رأی‌گیری مردمی از طریق خود وبسایت انجام می‌شود.